# Helsingborgs stadsvapen

Helsingborgs stadsvapen.

Helsingborgs stadsvapen, som registrerades som kommunvapen hos PRV 11 januari 1974, antogs ursprungligen av Helsingborgs stadsfullmäktige 16 mars 1915, efter noggrann utredning och yttranden av riksheraldikern greve Adam Lewenhaupt, professorn i svensk arkitekturhistoria Sigurd Curman, riksarkivarien Bernhard Salin, riksantikvarien Emil Hildebrand, riksbibliotekarien E W Dahlgren och arkivarie Thiset i Riksarkivet i Köpenhamn. Beslut i stadsfullmäktige 4 mars 1937 och 19 mars 1946 samt kommunfullmäktige 25 mars 2009 (§48 Dnr 00060/2009) har även skett. Kungl majt fastställde 10 maj 1946. 
Innan beslutet om att anta ett nytt stadsvapen 1915 använde Helsingborg ett stadsvapen som bygger på ett sigill från 1584.

## Blasonering
I fält av silver en från en uppskjutande, genomgående, krenelerad mur uppskjutande borg med krenelerad kärna med en spetsig med ett utböjt kors krönt tornhuv, allt rött.